# Ana Toni
Ana Amelia Campos Toni é uma economista e cientista política que atuou como consultora e grantmaker brasileira de organizações sem fins lucrativos. Em 2023 foi escolhida para assumir a Secretaria Nacional de Mudanças do Clima, ligada ao Ministério do Meio Ambiente e Mudança do Clima no Brasil. Foi sócia da empresa de consultoria Public Interest Management. Serviu como o primeira Diretora Executiva da ActionAid Brasil, e foi a representante da Fundação Ford no Brasil na década de 2000. Em 2011 era Presidente do Conselho de Administração do Greenpeace Internacional e atuava no conselho da Baobá-Fundo para Equidade Racial. Em julho de 2013, Ana foi nomeada para o Conselho de Administração da Fundação Wikimedia, deixando-o em agosto do ano seguinte. Em 2015 assumiu o cargo de diretora-executiva da ONG Instituto Clima e Sociedade, que deixou em 2023.

## Carreira
Ana estudou Econômicas e Estudos Sociais na Universidade de Swansea, obtevendo um mestrado em Política da Economia Mundial na London School of Economics. É doutora em Ciências Políticas pela Universidade do Estado do Rio de Janeiro.
Em 1993, ela juntou-se à Greenpeace como Chefe International da unidade política em Amesterdam, e mais tarde como consultora sênior da Greenpeace na Alemanha, onde ajudou a desenvolver as primeiras iniciativas Greenpeace na região amazônica. De 2000 a 2003 atuou como membro do Conselho de Administração da Greenpeace Brasil.
Em 1998, tornou-se a primeira Diretora Executiva da ActionAid Brasil, com foco em projetos de desenvolvimento comunitário e campanhas políticas públicas. Apoiou também o investimento social local no Brasil, como membro do conselho de administração da associação Gestão de Interesse Público Pesquisa e Consultoria (GIP), da qual é sócia fundadora.
Em 2003, tornou-se representante da Fundação Ford no Brasil, apoiando projetos que tratavam de direitos humanos, direitos de terra, discriminação, desenvolvimento, mídia pública.
Em 2015 assumiu o cargo de diretora-executiva do Instituto Clima e Sociedade (ICS) , e o deixou em 2023 para assumir a Secretaria Nacional de Mudanças do Clima no governo federal.